# The Tiger Lillies
The Tiger Lillies (Та́йгер Ли́ллиз, в пер. с англ. «тигровые лилии») — музыкальное трио из Лондона (Великобритания), основанное в 1989 году.

## Музыка и эстетика
Трио работает в мрачном комедийно-трагичном стиле театра Grand Guignol с элементами брехтовского кабаре и чёрного юмора. Тексты песен нередко связаны с темами разных форм секса и смерти, среди героев песен — проститутки, извращенцы и наркоманы. Визитными карточками группы стали их сценические костюмы и грим, а также фальцет вокалиста Мартина Жака, аккомпанирующего себе на аккордеоне.
28 июня 2011 года коллектив выступил на Площади Конституции в Афинах перед участниками антиправительственных акций протеста.

## Совместные работы
Треки Tiger Lillies вошли в саундтрек к фильму «Давай сделаем это по-быстрому» в 2001 году.
Tiger Lillies были номинированы на «Грэмми» за альбом «The Gorey End», записанный совместно с Kronos Quartet (2003).
В 2005 году вышел совместный альбом «Huinya» с российской группой «Ленинград». Лидер «Ленинграда» Сергей Шнуров исполняет на нём множество песен Tiger Lillies в художественном переводе на русский, а Tiger Lillies исполняют две песни Ленинграда в переводе на английский. Все песни исполняют музыканты обеих групп.

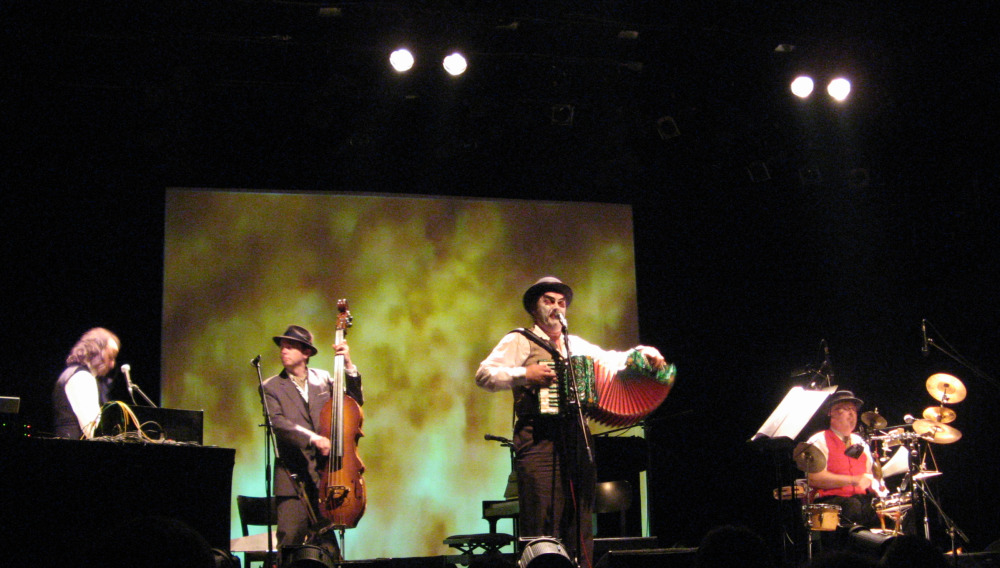
Tiger Lillies и Александр Хаке на концерте с программой «The Mountains of Madness» (Франкфурт-на-Майне, 2007)

В 2006 году был выпущен DVD «Mountains Of Madness», представляющий собой совместную программу с немецким музыкантом Александром Хаке (из Einstürzende Neubauten) и визуальной артисткой Даниэль Пичьотто (женой Хаке). Этот проект основан на произведениях писателя Говарда Лавкрафта (в том числе «Зов Ктулху»). Состоялись также совместные концертные турне с этой программой.

## Состав
- Мартин Жак (Martyn Jacques) — вокал, аккордеон, клавишные, гитара.
- Эдриан Стаут (Adrian Stout) — бас, музыкальная пила, терменвокс, вокал, гитара, варган.
- Жонас Голланд (Jonas Golland) — ударные и перкуссия, вокал.

#### Бывшие участники
- Эдриан Хьюдж (Adrian Huge) — ударные и перкуссия, вокал.
- Фил Бутчер (Phil Butcher) — бас, вокал.
- Мике Пиккеринг (Mike Pickering) — ударные и перкуссия, вокал.

## Дискография

### Альбомы
- 1994 — Births, Marriages And Deaths
- 1995 — Spit Bucket
- 1995 — Ad Nauseam
- 1996 — Goodbye Great Nation, совместно с Contrastate
- 1996 — The Brothel To The Cemetery
- 1997 — Farmyard Filth
- 1998 — Low Life Lullabies
- 1998 — Shockheaded Peter
- 1999 — Bad Blood and Blasphemy
- 2000 — Circus Songs
- 2000 — Bouquet of Vegetables – The Early Years
- 2001 — 2 Penny Opera
- 2003 — The Sea
- 2004 — Punch and Judy
- 2004 — Death and the Bible
- 2006 — The Little Matchgirl
- 2006 — Die Weberischen
- 2007 — Urine Palace
- 2007 — Love and War
- 2008 — 7 Deadly Sins
- 2009 — FreakShow
- 2010 — Cockatoo Prison
- 2010 — Here I am Human!
- 2011 — Woyzeck & The Tiger Lillies
- 2012 — The Rime of the Ancient Mariner
- 2012 — Hamlet
- 2013 — Either Or
- 2014 — Lulu A Murder Ballad
- 2014 — A Dream Turns Sour
- 2015 — The Story of Franz Biberkopf
- 2016 — Madame Piaf
- 2016 — Love for Sale
- 2017 — Cold Night In Soho
- 2017 — Edgar Allan Poe's Haunted Palace
- 2018 — The Last Days of Mankind
- 2018 — Corrido De La Sangre
- 2019 — The Devil's Fairground
- 2020 — Litany of Satan'
- 2020 — Covid-19
- 2020 — Covid-19, Vol. II
- 2020 — Requiem for a Virus
- 2021 — A Christmas Carol
- 2022 — Onepenny Opera
- 2022 The Last Days of Mankind
- 2013 Ukraine
- 2014 Lessons in Nihilism

### Концертные альбомы
- 2003 — Live In Russia 2000–2001, концертный альбом, записанный в России
- 2007 — Live in Soho

### Совместные проекты
- 2003 — The Gorey End, с Kronos Quartet
- 2005 — Huinya, с российской группой Ленинград
- 2009 — SinDerella с Джастин Бонд
- 2011 — The Ballad of Sexual Dependency
- 2020 — The Whore of Babylon с Andréane Leclerc

### DVD
- 2006 — Mountains Of Madness, с Александром Хаке и Danielle de Picciotto
- 2006 — Shockheaded Peter and Other Songs – Live in Concert in New York
- 2009 — The Early Years
- 2011 — The Tiger Lillies Live in Prague[4]

### Саундтреки
- 1999 — Планкетт и Маклейн
- 2001 — Давай сделаем это по-быстрому
- 2015 — «Орлеан»
- 2016 — Goosebumps